# Чемпионат мира по хоккею с шайбой среди женщин 2015
Чемпионат мира по хоккею с шайбой среди женщин 2015 года — 17-й турнир чемпионата мира среди женщин под эгидой ИИХФ, который прошёл с 28 марта по 4 апреля 2015 года в Мальмё (Швеция). Сборная США стала чемпионом и завоевала свой шестой титул, одолев в финале сборную Канады со счётом 7:5. Бронзовую медаль выиграла сборная Финляндии, победившая в матче за третье место сборную России — 4:1.
Самым ценным игроком чемпионата была признана американка Хилари Найт, которая также стала лучшим нападающим турнира. Кроме этого, она стала ещё и лучшим бомбардиром турнира, набрав 12 (7+5) очков за результативность. Лучшим вратарём была признана японка Нана Фудзимото, а лучшим защитником уже третий год подряд стала финка Йенни Хийрикоски.

## Квалификация
Учитывая, что в 2014 году чемпионат мира по хоккею в ТОП-дивизионе не проводился; в квалификационной серии соревновались победители первого дивизиона чемпионата мира 2013 года и первого дивизиона чемпионата мира 2014 года. Команды выявляли лучшего в серии из трёх игр. Все матчи прошли в Иокогаме, Япония.
Время местное (UTC+9).
| 2014-11-8 14:00 | Япония | 2:0 (0:0, 1:0, 1:0) | Чехия | Син-Иокогама, Иокогама Зрителей: 821 |

| Отчёт                                                                            | Отчёт                        | Отчёт   | Отчёт                         | Отчёт                                                                    |
| -------------------------------------------------------------------------------- | ---------------------------- | ------- | ----------------------------- | ------------------------------------------------------------------------ |
|                                                                                  |                              |         |                               |                                                                          |
|                                                                                  | Нана Фудзимото — 00:00-60:00 | Вратари | 00:00-60:00 — Клара Песларова | Судья: Джой Тоттмэн Линейные судьи: Джейми Фенстермахер Даниэль Макгарри |
|                                                                                  | Голы:                        |         |                               | Судья: Джой Тоттмэн Линейные судьи: Джейми Фенстермахер Даниэль Макгарри |
| Нахо Тэрасима — 27:06 (Р. Укита) Сиори Койкэ (бол.) — 53:54 (Х. Кубо, Ю. Хирано) | 1:0 2:0                      |         |                               | Судья: Джой Тоттмэн Линейные судьи: Джейми Фенстермахер Даниэль Макгарри |
|                                                                                  |                              |         |                               | Судья: Джой Тоттмэн Линейные судьи: Джейми Фенстермахер Даниэль Макгарри |
|                                                                                  |                              |         |                               | Судья: Джой Тоттмэн Линейные судьи: Джейми Фенстермахер Даниэль Макгарри |
|                                                                                  |                              |         |                               | Судья: Джой Тоттмэн Линейные судьи: Джейми Фенстермахер Даниэль Макгарри |
| 8 мин                                                                            | Штраф                        | 10 мин  |                               | Судья: Джой Тоттмэн Линейные судьи: Джейми Фенстермахер Даниэль Макгарри |
|                                                                                  |                              |         |                               |                                                                          |
|                                                                                  | 20                           | Броски  | 28                            |                                                                          |

| 2014-11-9 14:00 | Чехия | 2:0 (0:0, 1:0, 1:0) | Япония | Син-Иокогама, Иокогама Зрителей: 975 |

| Отчёт                                                                     | Отчёт                         | Отчёт   | Отчёт                                    | Отчёт                                                         |
| ------------------------------------------------------------------------- | ----------------------------- | ------- | ---------------------------------------- | ------------------------------------------------------------- |
|                                                                           |                               |         |                                          |                                                               |
|                                                                           | Клара Песларова — 00:00-60:00 | Вратари | 00:00-57:15 — Нана Фудзимото 58:07-58:55 | Судья: Айна Хове Линейные судьи: Джейми Фенстермахер Ли Тхэри |
|                                                                           | Голы:                         |         |                                          | Судья: Айна Хове Линейные судьи: Джейми Фенстермахер Ли Тхэри |
| Алена Поленска — 35:14 (К. Букольска) Дениса Крижова — 49:20 (К. Мражова) | 1:0 2:0                       |         |                                          | Судья: Айна Хове Линейные судьи: Джейми Фенстермахер Ли Тхэри |
|                                                                           |                               |         |                                          | Судья: Айна Хове Линейные судьи: Джейми Фенстермахер Ли Тхэри |
|                                                                           |                               |         |                                          | Судья: Айна Хове Линейные судьи: Джейми Фенстермахер Ли Тхэри |
|                                                                           |                               |         |                                          | Судья: Айна Хове Линейные судьи: Джейми Фенстермахер Ли Тхэри |
| 4 мин                                                                     | Штраф                         | 6 мин   |                                          | Судья: Айна Хове Линейные судьи: Джейми Фенстермахер Ли Тхэри |
|                                                                           |                               |         |                                          |                                                               |
|                                                                           | 22                            | Броски  | 17                                       |                                                               |

| 2014-11-11 19:00 | Япония | 2:1 (1:0, 0:0, 1:1) | Чехия | Син-Иокогама, Иокогама Зрителей: 868 |

| Отчёт                                                                           | Отчёт                        | Отчёт                   | Отчёт                         | Отчёт                                                         |
| ------------------------------------------------------------------------------- | ---------------------------- | ----------------------- | ----------------------------- | ------------------------------------------------------------- |
|                                                                                 |                              |                         |                               |                                                               |
|                                                                                 | Нана Фудзимото — 00:00-60:00 | Вратари                 | 00:00-59:51 — Клара Песларова | Судья: Джой Тоттмэн Линейные судьи: Ли Тхэри Даниэль Макгарри |
|                                                                                 | Голы:                        |                         |                               | Судья: Джой Тоттмэн Линейные судьи: Ли Тхэри Даниэль Макгарри |
| Моэко Фудзимото — 18:22 (Х. Ёнэяма, Т. Осава) Ами Накамура — 48:51 (А. Такэути) | 1:0 2:0 2:1                  | 51:40 — Тереза Ванишова |                               | Судья: Джой Тоттмэн Линейные судьи: Ли Тхэри Даниэль Макгарри |
|                                                                                 |                              |                         |                               | Судья: Джой Тоттмэн Линейные судьи: Ли Тхэри Даниэль Макгарри |
|                                                                                 |                              |                         |                               | Судья: Джой Тоттмэн Линейные судьи: Ли Тхэри Даниэль Макгарри |
|                                                                                 |                              |                         |                               | Судья: Джой Тоттмэн Линейные судьи: Ли Тхэри Даниэль Макгарри |
| 4 мин                                                                           | Штраф                        | 10 мин                  |                               | Судья: Джой Тоттмэн Линейные судьи: Ли Тхэри Даниэль Макгарри |
|                                                                                 |                              |                         |                               |                                                               |
|                                                                                 | 21                           | Броски                  | 14                            |                                                               |

## Участвующие команды
В чемпионате приняли участие 8 национальных команд (разделённых на две группы) — пять из Европы, две из Северной Америки и одна из Азии. Сборная Японии пришла как победитель квалификационной серии, остальные — с прошлого турнира ТОП-дивизиона.
| Европа - Финляндия* - Швейцария* - Германия* - Россия* - Швеция× | Северная Америка - Канада* - США* Азия - Япония^ |  |

* = 7 команд автоматически квалифицировались в высший дивизион по итогам чемпионата мира 2013 года
^ = Команда перешла в высший дивизион по итогам квалификационной серии
× = Квалифицировались как хозяева чемпионата

## Судьи
ИИХФ утвердила 10 главных и 9 линейных судей для обслуживания матчей чемпионата мира по хоккею с шайбой среди женщин 2015 года. Этот чемпионат мира стал первым женским турниром под эгидой ИИХФ, в котором отдельный матч обслуживали сразу четыре судьи — двое главных и двое линейных.

| Главные судьи - Габриэлла Ариано-Лорти - Драгомира Фиалова - Мари Пикаве - Николь Хертрич - Кэти Гуай - Джейми Хантли - Габриэлла Гран - Катарина Тимглас - Анна Эскола - Кайса Кетонен | Линейные судьи - Беттина Ангерер - Анна Нюгор - Стефани Ганьон - Кейт Коннолли - Кайре Леет - Вероника Юханссон - Илона Новотна - Лиза Линнек - Йенни Хейккинен |  |

## Предварительный этап
|  | Команды, выходящие в полуфинал          |
|  | Команды, выходящие в четвертьфинал      |
|  | Команды, выходящие в утешительный раунд |

### Группа A
| М | Сборная   | И | В | ВО | ПО | П | ШЗ | ШП | РШ  | О |
| - | --------- | - | - | -- | -- | - | -- | -- | --- | - |
| 1 | США       | 3 | 3 | 0  | 0  | 0 | 17 | 5  | +12 | 9 |
| 2 | Канада    | 3 | 2 | 0  | 0  | 1 | 12 | 6  | +6  | 6 |
| 3 | Финляндия | 3 | 0 | 1  | 0  | 2 | 6  | 12 | −6  | 2 |
| 4 | Россия    | 3 | 0 | 0  | 1  | 2 | 4  | 16 | −12 | 1 |

Время местное (UTC+2).
| 2015-03-28 16:00 | США | 4:2 (3:1, 0:1, 1:0) | Канада | Исстадион, Мальмё Зрителей: 1724 |

| Отчёт | Отчёт                       | Отчёт                                                                                               | Отчёт                         | Отчёт                                                                              |
| --- | --------------------------- | --------------------------------------------------------------------------------------------------- | ----------------------------- | ---------------------------------------------------------------------------------- |
| |                             | |                               |                                                                                    |
| | Джесси Веттер — 00:00-60:00 | Вратари                                                                                             | 00:00-57:39 — Женевьев Лакасс | Судьи: Драгомира Фиалова Мари Пикаве Линейные судьи: Йенни Хейккинен Илона Новотна |
| | Голы:                       | |                               | Судьи: Драгомира Фиалова Мари Пикаве Линейные судьи: Йенни Хейккинен Илона Новотна |
| Жослин Ламурё (бол.) — 04:04 (М. Пикар, М. Ламурё) Кейси Беллами (бол.) — 11:45 Кендалл Койн (бол.) — 18:29 (К. Беллами, Э. Шлепер) Хилари Найт — 46:29 (К. Койн, Б. Декер) | 1:0 1:1 2:1 3:1 3:2 4:2     | 07:23 — Брианн Дженнер (Н. Спунер, Дж. Уэйкфилд) 20:57 — Дженнифер Уэйкфилд (Н. Спунер, Б. Дженнер) |                               | Судьи: Драгомира Фиалова Мари Пикаве Линейные судьи: Йенни Хейккинен Илона Новотна |
| |                             | |                               | Судьи: Драгомира Фиалова Мари Пикаве Линейные судьи: Йенни Хейккинен Илона Новотна |
| |                             | |                               | Судьи: Драгомира Фиалова Мари Пикаве Линейные судьи: Йенни Хейккинен Илона Новотна |
| |                             | |                               | Судьи: Драгомира Фиалова Мари Пикаве Линейные судьи: Йенни Хейккинен Илона Новотна |
| 8 мин | Штраф                       | 12 мин                                                                                              |                               | Судьи: Драгомира Фиалова Мари Пикаве Линейные судьи: Йенни Хейккинен Илона Новотна |
| |                             | |                               |                                                                                    |
| | 34                          | Броски                                                                                              | 11                            |                                                                                    |

| 2015-03-28 20:00 | Финляндия | 3:2 (Б) (0:0, 2:2, 0:0, 0:0, 1:0) | Россия | Исстадион, Мальмё Зрителей: 329 |

| Отчёт | Отчёт                        | Отчёт                                                                         | Отчёт                            | Отчёт                                                                            |
| --- | ---------------------------- | ----------------------------------------------------------------------------- | -------------------------------- | -------------------------------------------------------------------------------- |
| |                              |                                                                               |                                  |                                                                                  |
| | Меэри Ряйсянен — 00:00-65:00 | Вратари                                                                       | 00:00-65:00 — Валерия Тараканова | Судьи: Николь Хертрич Катарина Тимглас Линейные судьи: Кейт Коннолли Лиза Линнек |
| | Голы:                        |                                                                               |                                  | Судьи: Николь Хертрич Катарина Тимглас Линейные судьи: Кейт Коннолли Лиза Линнек |
| Анна Кильпонен — 24:31 (Р. Вялиля) Роза Линдстедт — 37:29 (М. Карвинен, С. Тапани) Минтту Туоминен (поб. бул.) — 65:00 | 0:1 :1 1:2 :2 3:2            | 23:31 — Валерия Павлова (бол.) (И. Гаврилова, О. Сосина) 34:25 — Ольга Сосина |                                  | Судьи: Николь Хертрич Катарина Тимглас Линейные судьи: Кейт Коннолли Лиза Линнек |
| | Буллиты:                     |                                                                               |                                  | Судьи: Николь Хертрич Катарина Тимглас Линейные судьи: Кейт Коннолли Лиза Линнек |
| Йенни Хийрикоски Минтту Туоминен Мишель Карвинен Минтту Туоминен                                                       |                              | Людмила Белякова Ия Гаврилова Фануза Кадирова Ольга Сосина                    |                                  | Судьи: Николь Хертрич Катарина Тимглас Линейные судьи: Кейт Коннолли Лиза Линнек |
| |                              |                                                                               |                                  | Судьи: Николь Хертрич Катарина Тимглас Линейные судьи: Кейт Коннолли Лиза Линнек |
| 6 мин | Штраф                        | 8 мин                                                                         |                                  | Судьи: Николь Хертрич Катарина Тимглас Линейные судьи: Кейт Коннолли Лиза Линнек |
| |                              |                                                                               |                                  |                                                                                  |
| | 21                           | Броски                                                                        | 15                               |                                                                                  |

| 2015-03-29 16:00 | Канада | 4:0 (3:0, 1:0, 0:0) | Россия | Исстадион, Мальмё Зрителей: 363 |

| Отчёт | Отчёт                         | Отчёт   | Отчёт                                                   | Отчёт                                                                    |
| --- | ----------------------------- | ------- | ------------------------------------------------------- | ------------------------------------------------------------------------ |
| |                               |         |                                                         |                                                                          |
| | Энн-Рене Дебьен — 00:00-60:00 | Вратари | 00:00-30:16 — Юлия Лескина 30:16-60:00 — Мария Сорокина | Судьи: Джейми Хантли Кайса Кетонен Линейные судьи: Кайре Леет Анна Нюгор |
| | Голы:                         |         |                                                         | Судьи: Джейми Хантли Кайса Кетонен Линейные судьи: Кайре Леет Анна Нюгор |
| Каролин Уэллетт — 01:05 (Х. Кшизаняк, К. Бирчард) Лаура Фортино — 07:17 (М.-Ф. Пулен, Р. Джонстон) Кортни Бирчард — 19:59 Мари-Филип Пулен — 32:25 (К. Уэллетт, Р. Джонстон) | 1:0 2:0 3:0 4:0               |         |                                                         | Судьи: Джейми Хантли Кайса Кетонен Линейные судьи: Кайре Леет Анна Нюгор |
| |                               |         |                                                         | Судьи: Джейми Хантли Кайса Кетонен Линейные судьи: Кайре Леет Анна Нюгор |
| |                               |         |                                                         | Судьи: Джейми Хантли Кайса Кетонен Линейные судьи: Кайре Леет Анна Нюгор |
| |                               |         |                                                         | Судьи: Джейми Хантли Кайса Кетонен Линейные судьи: Кайре Леет Анна Нюгор |
| 10 мин | Штраф                         | 6 мин   |                                                         | Судьи: Джейми Хантли Кайса Кетонен Линейные судьи: Кайре Леет Анна Нюгор |
| |                               |         |                                                         |                                                                          |
| | 43                            | Броски  | 19                                                      |                                                                          |

| 2015-03-29 20:00 | США | 4:1 (2:1, 2:0, 0:0) | Финляндия | Исстадион, Мальмё Зрителей: 312 |

| Отчёт | Отчёт                                                                          | Отчёт                              | Отчёт                        | Отчёт                                                                                          |
| --- | ------------------------------------------------------------------------------ | ---------------------------------- | ---------------------------- | ---------------------------------------------------------------------------------------------- |
| |                                                                                |                                    |                              |                                                                                                |
| | Алекс Ригсби — 00:00-18:12 Молли Шаус — 18:12-20:00 Алекс Ригсби — 20:00-60:00 | Вратари                            | 00:00-60:00 — Меэри Ряйсянен | Судьи: Габриэлла Ариано-Лорти Габриэлла Гран Линейные судьи: Беттина Ангерер Вероника Юханссон |
| | Голы:                                                                          |                                    |                              | Судьи: Габриэлла Ариано-Лорти Габриэлла Гран Линейные судьи: Беттина Ангерер Вероника Юханссон |
| Хилари Найт — 10:29 (Б. Декер) Хилари Найт (бол.) — 18:12 (Б. Декер) Кендалл Койн — 21:16 (Б. Декер, Х. Найт) Ханна Брандт (мен.) — 36:18 (М. Келлер) | 0:1 :1 2:1 3:1 4:1                                                             | 10:01 — Сусанна Тапани (Р. Вялиля) |                              | Судьи: Габриэлла Ариано-Лорти Габриэлла Гран Линейные судьи: Беттина Ангерер Вероника Юханссон |
| |                                                                                |                                    |                              | Судьи: Габриэлла Ариано-Лорти Габриэлла Гран Линейные судьи: Беттина Ангерер Вероника Юханссон |
| |                                                                                |                                    |                              | Судьи: Габриэлла Ариано-Лорти Габриэлла Гран Линейные судьи: Беттина Ангерер Вероника Юханссон |
| |                                                                                |                                    |                              | Судьи: Габриэлла Ариано-Лорти Габриэлла Гран Линейные судьи: Беттина Ангерер Вероника Юханссон |
| 4 мин | Штраф                                                                          | 12 мин                             |                              | Судьи: Габриэлла Ариано-Лорти Габриэлла Гран Линейные судьи: Беттина Ангерер Вероника Юханссон |
| |                                                                                |                                    |                              |                                                                                                |
| | 53                                                                             | Броски                             | 12                           |                                                                                                |

| 2015-03-31 12:00 | Россия | 2:9 (0:1, 2:4, 0:4) | США | Исстадион, Мальмё Зрителей: 349 |

| Отчёт                                                                                  | Отчёт                                                         | Отчёт | Отчёт                    | Отчёт                                                                                        |
| -------------------------------------------------------------------------------------- | ------------------------------------------------------------- | --- | ------------------------ | -------------------------------------------------------------------------------------------- |
|                                                                                        |                                                               | |                          |                                                                                              |
|                                                                                        | Мария Сорокина — 00:00-26:09 Валерия Тараканова — 26:09-60:00 | Вратари | 00:00-60:00 — Молли Шаус | Судьи: Габриэлла Ариано-Лорти Кайса Кетонен Линейные судьи: Стефани Ганьон Вероника Юханссон |
|                                                                                        | Голы:                                                         | |                          | Судьи: Габриэлла Ариано-Лорти Кайса Кетонен Линейные судьи: Стефани Ганьон Вероника Юханссон |
| Ольга Сосина — 26:57 (А. Щукина А. Гончаренко) Людмила Белякова — 29:01 (И. Гаврилова) | 0:1 0:2 0:3 1:3 2:3 2:4 2:5 2:6 2:7 2:8 2:9                   | 11:03 — Жослин Ламурё (Э. Шлепер, М. Дагган) 22:58 — Хилари Найт (Б. Декер, Л. Стеклейн) 25:31 — Меган Дагган (А. Карпентер) 37:59 — Жослин Ламурё (бол.) (Э. Шлепер) 39:15 — Ханна Брандт (Х. Скарупа) 44:16 — Жослин Ламурё (бол.) (Э. Шлепер) 47:55 — Алекс Карпентер (Ж. Ламурё, Л. Стеклейн) 53:10 — Брианна Декер (Х. Найт) 57:35 — Хилари Найт (бол.) (М. Келлер) |                          | Судьи: Габриэлла Ариано-Лорти Кайса Кетонен Линейные судьи: Стефани Ганьон Вероника Юханссон |
|                                                                                        |                                                               | |                          | Судьи: Габриэлла Ариано-Лорти Кайса Кетонен Линейные судьи: Стефани Ганьон Вероника Юханссон |
|                                                                                        |                                                               | |                          | Судьи: Габриэлла Ариано-Лорти Кайса Кетонен Линейные судьи: Стефани Ганьон Вероника Юханссон |
|                                                                                        |                                                               | |                          | Судьи: Габриэлла Ариано-Лорти Кайса Кетонен Линейные судьи: Стефани Ганьон Вероника Юханссон |
| 22 мин                                                                                 | Штраф                                                         | 4 мин |                          | Судьи: Габриэлла Ариано-Лорти Кайса Кетонен Линейные судьи: Стефани Ганьон Вероника Юханссон |
|                                                                                        |                                                               | |                          |                                                                                              |
|                                                                                        | 5                                                             | Броски | 49                       |                                                                                              |

| 2015-03-31 16:00 | Канада | 6:2 (2:1, 2:0, 2:1) | Финляндия | Исстадион, Мальмё Зрителей: 298 |

| Отчёт | Отчёт                           | Отчёт                                                                                         | Отчёт                         | Отчёт                                                                  |
| --- | ------------------------------- | --------------------------------------------------------------------------------------------- | ----------------------------- | ---------------------------------------------------------------------- |
| |                                 |                                                                                               |                               |                                                                        |
| | Женевьев Лакасс — 00:00-60:00   | Вратари                                                                                       | 00:00-60:00 — Эвелина Суонпяя | Судьи: Габриэлла Гран Кэти Гуай Линейные судьи: Лиза Линнек Анна Нюгор |
| | Голы:                           |                                                                                               |                               | Судьи: Габриэлла Гран Кэти Гуай Линейные судьи: Лиза Линнек Анна Нюгор |
| Бриджетт Лакуэтт (бол.) — 08:56 (Р. Джонстон, М.-Ф. Пулен) Натали Спунер — 11:08 (Дж. Уэйкфилд) Дженнифер Уэйкфилд — 36:36 (Н. Спунер) Кортни Бирчард — 37:13 (Э. Кларк) Эмили Кларк — 54:10 (Дж. Солнье) Натали Спунер (бол.) — 57:17 (К. Бирчард, Дж. Уэйкфилд) | 1:0 2:0 2:1 3:1 4:1 5:1 5:2 6:2 | 12:32 — Йенни Хийрикоски (бол.) (Р. Вялиля, М. Туоминен) 54:17 — Йенни Хийрикоски (Р. Вялиля) |                               | Судьи: Габриэлла Гран Кэти Гуай Линейные судьи: Лиза Линнек Анна Нюгор |
| |                                 |                                                                                               |                               | Судьи: Габриэлла Гран Кэти Гуай Линейные судьи: Лиза Линнек Анна Нюгор |
| |                                 |                                                                                               |                               | Судьи: Габриэлла Гран Кэти Гуай Линейные судьи: Лиза Линнек Анна Нюгор |
| |                                 |                                                                                               |                               | Судьи: Габриэлла Гран Кэти Гуай Линейные судьи: Лиза Линнек Анна Нюгор |
| 4 мин | Штраф                           | 6 мин                                                                                         |                               | Судьи: Габриэлла Гран Кэти Гуай Линейные судьи: Лиза Линнек Анна Нюгор |
| |                                 |                                                                                               |                               |                                                                        |
| | 29                              | Броски                                                                                        | 17                            |                                                                        |

### Группа B
| М | Сборная   | И | В | ВО | ПО | П | ШЗ | ШП | РШ | О |
| - | --------- | - | - | -- | -- | - | -- | -- | -- | - |
| 1 | Швеция    | 3 | 2 | 0  | 1  | 0 | 10 | 6  | +4 | 7 |
| 2 | Швейцария | 3 | 2 | 0  | 0  | 1 | 10 | 5  | +5 | 6 |
| 3 | Япония    | 3 | 1 | 1  | 0  | 1 | 6  | 6  | 0  | 5 |
| 4 | Германия  | 3 | 0 | 0  | 0  | 3 | 2  | 11 | −9 | 0 |

Время местное (UTC+2).
| 2015-03-28 12:00 | Швеция | 3:4 (Б) (1:1, 1:0, 1:2, 0:0, 0:1) | Япония | Исстадион, Мальмё Зрителей: 2943 |

| Отчёт | Отчёт                      | Отчёт | Отчёт                        | Отчёт                                                                       |
| --- | -------------------------- | --- | ---------------------------- | --------------------------------------------------------------------------- |
| |                            | |                              |                                                                             |
| | Сара Гран — 00:00-65:00    | Вратари | 00:00-65:00 — Нана Фудзимото | Судьи: Анна Эскола Кайса Кетонен Линейные судьи: Беттина Ангерер Кайре Леет |
| | Голы:                      | |                              | Судьи: Анна Эскола Кайса Кетонен Линейные судьи: Беттина Ангерер Кайре Леет |
| Эрика Грам — 04:30 (Ю. Феллман, А. Боргквист) Эрика Грам (бол.) — 29:36 (Э. Андерссон) Эрика Грам (бол.) — 49:39 (Э. Нордин, А. Боргквист) | 1:0 1:1 2:1 2:2 2:3 :3 3:4 | 18:50 — Михо Сисиути (Х. Ёнэяма) 44:59 — Ами Накамура (бол.) (К. Аоки, Р. Укита) 46:32 — Тихо Осава (Т. Ивахара, А. Токо) 65:00 — Ханаэ Кубо (поб. бул.) |                              | Судьи: Анна Эскола Кайса Кетонен Линейные судьи: Беттина Ангерер Кайре Леет |
| | Буллиты:                   | |                              | Судьи: Анна Эскола Кайса Кетонен Линейные судьи: Беттина Ангерер Кайре Леет |
| Пернилла Винберг Эрика Грам |                            | Ханаэ Кубо Руи Укита Тихо Осава |                              | Судьи: Анна Эскола Кайса Кетонен Линейные судьи: Беттина Ангерер Кайре Леет |
| |                            | |                              | Судьи: Анна Эскола Кайса Кетонен Линейные судьи: Беттина Ангерер Кайре Леет |
| 10 мин | Штраф                      | 14 мин |                              | Судьи: Анна Эскола Кайса Кетонен Линейные судьи: Беттина Ангерер Кайре Леет |
| |                            | |                              |                                                                             |
| | 34                         | Броски | 20                           |                                                                             |

| 2015-03-28 14:00 | Германия | 2:5 (0:1, 1:1, 1:3) | Швейцария | Росенгардс Исхалл, Мальмё Зрителей: 129 |

| Отчёт                                                                                    | Отчёт                                                 | Отчёт | Отчёт                         | Отчёт                                                                            |
| ---------------------------------------------------------------------------------------- | ----------------------------------------------------- | --- | ----------------------------- | -------------------------------------------------------------------------------- |
|                                                                                          |                                                       | |                               |                                                                                  |
|                                                                                          | Дженнифер Харсс — 00:00-57:18 57:23-57:51 59:34-60:00 | Вратари | 00:00-60:00 — Флоренс Шеллинг | Судьи: Габриэлла Гран Джейми Хантли Линейные судьи: Вероника Юханссон Анна Нюгор |
|                                                                                          | Голы:                                                 | |                               | Судьи: Габриэлла Гран Джейми Хантли Линейные судьи: Вероника Юханссон Анна Нюгор |
| Анна-Мария Фигерт — 29:36 (Т. Айзеншмид, Ю. Зайц) Андреа Ланцль — 57:23 (К. Шпильбергер) | 0:1 :1 1:2 1:3 1:4 2:4 2:5                            | 15:26 — Стефани Марти (Н. Вайдахер) 38:28 — Джулия Марти (бол.) (Л. Штальдер, С. Марти) 42:16 — Фёбе Стенц (бол.) 50:10 — Стефани Марти (бол.) (Л. Штальдер, Ф. Стенц) 59:34 — Лара Штальдер (п.в.) |                               | Судьи: Габриэлла Гран Джейми Хантли Линейные судьи: Вероника Юханссон Анна Нюгор |
|                                                                                          |                                                       | |                               | Судьи: Габриэлла Гран Джейми Хантли Линейные судьи: Вероника Юханссон Анна Нюгор |
|                                                                                          |                                                       | |                               | Судьи: Габриэлла Гран Джейми Хантли Линейные судьи: Вероника Юханссон Анна Нюгор |
|                                                                                          |                                                       | |                               | Судьи: Габриэлла Гран Джейми Хантли Линейные судьи: Вероника Юханссон Анна Нюгор |
| 10 мин                                                                                   | Штраф                                                 | 6 мин |                               | Судьи: Габриэлла Гран Джейми Хантли Линейные судьи: Вероника Юханссон Анна Нюгор |
|                                                                                          |                                                       | |                               |                                                                                  |
|                                                                                          | 30                                                    | Броски | 24                            |                                                                                  |

| 2015-03-29 12:00 | Швейцария | 2:3 (0:2, 0:0, 2:1) | Швеция | Исстадион, Мальмё Зрителей: 2372 |

| Отчёт                                                                                 | Отчёт                         | Отчёт | Отчёт                   | Отчёт                                                                   |
| ------------------------------------------------------------------------------------- | ----------------------------- | --- | ----------------------- | ----------------------------------------------------------------------- |
|                                                                                       |                               | |                         |                                                                         |
|                                                                                       | Флоренс Шеллинг — 00:00-57:22 | Вратари | 00:00-60:00 — Сара Гран | Судьи: Кэти Гуай Мари Пикаве Линейные судьи: Стефани Ганьон Лиза Линнек |
|                                                                                       | Голы:                         | |                         | Судьи: Кэти Гуай Мари Пикаве Линейные судьи: Стефани Ганьон Лиза Линнек |
| Фёбе Стенц (бол.) — 57:55 (Дж. Марти) Фёбе Стенц (бол.) — 59:58 (С. Марти, Дж. Марти) | 0:1 0:2 0:3 1:3 2:3           | 06:24 — Эрика Грам (А. Боргквист) 18:07 — Эмилия Андерссон (бол.) (М. Лёвенхильм) 46:56 — Эрика Уден Юханссон (Л. Вестер) |                         | Судьи: Кэти Гуай Мари Пикаве Линейные судьи: Стефани Ганьон Лиза Линнек |
|                                                                                       |                               | |                         | Судьи: Кэти Гуай Мари Пикаве Линейные судьи: Стефани Ганьон Лиза Линнек |
|                                                                                       |                               | |                         | Судьи: Кэти Гуай Мари Пикаве Линейные судьи: Стефани Ганьон Лиза Линнек |
|                                                                                       |                               | |                         | Судьи: Кэти Гуай Мари Пикаве Линейные судьи: Стефани Ганьон Лиза Линнек |
| 14 мин                                                                                | Штраф                         | 12 мин |                         | Судьи: Кэти Гуай Мари Пикаве Линейные судьи: Стефани Ганьон Лиза Линнек |
|                                                                                       |                               | |                         |                                                                         |
|                                                                                       | 26                            | Броски | 21                      |                                                                         |

| 2015-03-29 14:00 | Япония | 2:0 (1:0, 0:0, 1:0) | Германия | Росенгардс Исхалл, Мальмё Зрителей: 108 |

| Отчёт                                                                   | Отчёт                        | Отчёт   | Отчёт                                   | Отчёт                                                                                   |
| ----------------------------------------------------------------------- | ---------------------------- | ------- | --------------------------------------- | --------------------------------------------------------------------------------------- |
|                                                                         |                              |         |                                         |                                                                                         |
|                                                                         | Нана Фудзимото — 00:00-60:00 | Вратари | 00:00-57:02 — Ивонне Шрёдер 58:35-59:32 | Судьи: Драгомира Фиалова Катарина Тимглас Линейные судьи: Кейт Коннолли Йенни Хейккинен |
|                                                                         | Голы:                        |         |                                         | Судьи: Драгомира Фиалова Катарина Тимглас Линейные судьи: Кейт Коннолли Йенни Хейккинен |
| Юриэ Адати — 05:27 (М. Сисиути) Харуна Ёнэяма (п.в.) — 58:35 (Т. Осава) | 1:0 2:0                      |         |                                         | Судьи: Драгомира Фиалова Катарина Тимглас Линейные судьи: Кейт Коннолли Йенни Хейккинен |
|                                                                         |                              |         |                                         | Судьи: Драгомира Фиалова Катарина Тимглас Линейные судьи: Кейт Коннолли Йенни Хейккинен |
|                                                                         |                              |         |                                         | Судьи: Драгомира Фиалова Катарина Тимглас Линейные судьи: Кейт Коннолли Йенни Хейккинен |
|                                                                         |                              |         |                                         | Судьи: Драгомира Фиалова Катарина Тимглас Линейные судьи: Кейт Коннолли Йенни Хейккинен |
| 16 мин                                                                  | Штраф                        | 10 мин  |                                         | Судьи: Драгомира Фиалова Катарина Тимглас Линейные судьи: Кейт Коннолли Йенни Хейккинен |
|                                                                         |                              |         |                                         |                                                                                         |
|                                                                         | 16                           | Броски  | 25                                      |                                                                                         |

| 2015-03-31 14:00 | Швейцария | 3:0 (1:0, 1:0, 1:0) | Япония | Росенгардс Исхалл, Мальмё Зрителей: 112 |

| Отчёт                                                                                            | Отчёт                         | Отчёт   | Отчёт                                                | Отчёт                                                                                |
| ------------------------------------------------------------------------------------------------ | ----------------------------- | ------- | ---------------------------------------------------- | ------------------------------------------------------------------------------------ |
|                                                                                                  |                               |         |                                                      |                                                                                      |
|                                                                                                  | Флоренс Шеллинг — 00:00-60:00 | Вратари | 00:00-58:06 — Нана Фудзимото 58:17-58:26 59:15-60:00 | Судьи: Николь Хертрич Катариан Тимглас Линейные судьи: Беттина Ангерер Кейт Коннолли |
|                                                                                                  | Голы:                         |         |                                                      | Судьи: Николь Хертрич Катариан Тимглас Линейные судьи: Беттина Ангерер Кейт Коннолли |
| Алина Мюллер — 13:59 (C. Абготтспон) Аня Штифель — 30:03 (Л. Штальдер) Фёбе Стенц (п.в.) — 59:15 | 1:0 2:0 3:0                   |         |                                                      | Судьи: Николь Хертрич Катариан Тимглас Линейные судьи: Беттина Ангерер Кейт Коннолли |
|                                                                                                  |                               |         |                                                      | Судьи: Николь Хертрич Катариан Тимглас Линейные судьи: Беттина Ангерер Кейт Коннолли |
|                                                                                                  |                               |         |                                                      | Судьи: Николь Хертрич Катариан Тимглас Линейные судьи: Беттина Ангерер Кейт Коннолли |
|                                                                                                  |                               |         |                                                      | Судьи: Николь Хертрич Катариан Тимглас Линейные судьи: Беттина Ангерер Кейт Коннолли |
| 12 мин                                                                                           | Штраф                         | 6 мин   |                                                      | Судьи: Николь Хертрич Катариан Тимглас Линейные судьи: Беттина Ангерер Кейт Коннолли |
|                                                                                                  |                               |         |                                                      |                                                                                      |
|                                                                                                  | 26                            | Броски  | 36                                                   |                                                                                      |

| 2015-03-31 20:00 | Германия | 0:4 (0:1, 0:2, 0:1) | Швеция | Исстадион, Мальмё Зрителей: 1274 |

| Отчёт  | Отчёт                         | Отчёт | Отчёт                   | Отчёт                                                                   |
| ------ | ----------------------------- | --- | ----------------------- | ----------------------------------------------------------------------- |
|        |                               | |                         |                                                                         |
|        | Дженнифер Харсс — 00:00-60:00 | Вратари | 00:00-60:00 — Сара Гран | Судьи: Анна Эскола Мари Пикаве Линейные судьи: Кайре Леет Илона Новотна |
|        | Голы:                         | |                         | Судьи: Анна Эскола Мари Пикаве Линейные судьи: Кайре Леет Илона Новотна |
|        | 0:1 0:2 0:3 0:4               | 00:51 — Анна Боргквист (Э. Нордин) 32:50 — Анна Боргквист (бол.) (Л. Беклин, Э. Андерссон) 39:16 — Анна Боргквист (Э. Грам, Э. Нордин) 55:10 — Анна Боргквист |                         | Судьи: Анна Эскола Мари Пикаве Линейные судьи: Кайре Леет Илона Новотна |
|        |                               | |                         | Судьи: Анна Эскола Мари Пикаве Линейные судьи: Кайре Леет Илона Новотна |
|        |                               | |                         | Судьи: Анна Эскола Мари Пикаве Линейные судьи: Кайре Леет Илона Новотна |
|        |                               | |                         | Судьи: Анна Эскола Мари Пикаве Линейные судьи: Кайре Леет Илона Новотна |
| 14 мин | Штраф                         | 10 мин |                         | Судьи: Анна Эскола Мари Пикаве Линейные судьи: Кайре Леет Илона Новотна |
|        |                               | |                         |                                                                         |
|        | 15                            | Броски | 45                      |                                                                         |

## Утешительный раунд
Команды выявляют лучшего в серии до двух побед. Сборная Японии одержала победу в первых двух матчах и заняла седьмое место. Проигравшая серию сборная Германии занимает на турнире восьмое место и переходит в группу А первого дивизиона чемпионата мира 2016 года.
Время местное (UTC+2).
| 2015-04-1 18:00 | Япония | 3:2 (OT) (0:1, 1:1, 1:0, 1:0) | Германия | Росенгардс Исхалл, Мальмё Зрителей: 83 |

| Отчёт | Отчёт                        | Отчёт                                                                             | Отчёт                       | Отчёт                                                                                  |
| --- | ---------------------------- | --------------------------------------------------------------------------------- | --------------------------- | -------------------------------------------------------------------------------------- |
| |                              |                                                                                   |                             |                                                                                        |
| | Нана Фудзимото — 00:00-69:01 | Вратари                                                                           | 00:00-69:01 — Ивонне Шрёдер | Судьи: Драгомира Фиалова Габриэлла Гран Линейные судьи: Беттина Ангерер Стефани Ганьон |
| | Голы:                        |                                                                                   |                             | Судьи: Драгомира Фиалова Габриэлла Гран Линейные судьи: Беттина Ангерер Стефани Ганьон |
| Руи Укита (бол.) — 39:20 Ханаэ Кубо — 43:30 (Ю. Хирано, А. Токо) Харуна Ёнэяма (бол.) — 69:01 (А. Токо, С. Койкэ) | 0:1 0:2 1:2 2:2 3:2          | 07:52 — Мария Деларбре (бол.) (Т. Айзеншмид, А.-М. Фигерт) 25:23 — Мария Деларбре |                             | Судьи: Драгомира Фиалова Габриэлла Гран Линейные судьи: Беттина Ангерер Стефани Ганьон |
| |                              |                                                                                   |                             | Судьи: Драгомира Фиалова Габриэлла Гран Линейные судьи: Беттина Ангерер Стефани Ганьон |
| |                              |                                                                                   |                             | Судьи: Драгомира Фиалова Габриэлла Гран Линейные судьи: Беттина Ангерер Стефани Ганьон |
| |                              |                                                                                   |                             | Судьи: Драгомира Фиалова Габриэлла Гран Линейные судьи: Беттина Ангерер Стефани Ганьон |
| 10 мин | Штраф                        | 10 мин                                                                            |                             | Судьи: Драгомира Фиалова Габриэлла Гран Линейные судьи: Беттина Ангерер Стефани Ганьон |
| |                              |                                                                                   |                             |                                                                                        |
| | 34                           | Броски                                                                            | 22                          |                                                                                        |

| 2015-04-3 14:00 | Германия | 1:2 (OT) (0:1, 1:0, 0:0, 0:1) | Япония | Росенгардс Исхалл, Мальмё Зрителей: 109 |

| Отчёт                                                        | Отчёт                         | Отчёт                                                                                   | Отчёт                        | Отчёт                                                                                  |
| ------------------------------------------------------------ | ----------------------------- | --------------------------------------------------------------------------------------- | ---------------------------- | -------------------------------------------------------------------------------------- |
|                                                              |                               |                                                                                         |                              |                                                                                        |
|                                                              | Дженнифер Харсс — 00:00-62:31 | Вратари                                                                                 | 00:00-62:31 — Нана Фудзимото | Судьи: Габриэлла Ариано-Лорти Анна Эскола Линейные судьи: Вероника Юханссон Анна Нюгор |
|                                                              | Голы:                         |                                                                                         |                              | Судьи: Габриэлла Ариано-Лорти Анна Эскола Линейные судьи: Вероника Юханссон Анна Нюгор |
| Анна-Мария Фигерт (бол.) — 34:42 (Т. Айзеншмид, М. Деларбре) | 0:1 :1 1:2                    | 04:01 — Ами Накамура (бол.) (С. Судзуки, Р. Укита) 62:31 — Канаэ Аоки (бол.) (Р. Укита) |                              | Судьи: Габриэлла Ариано-Лорти Анна Эскола Линейные судьи: Вероника Юханссон Анна Нюгор |
|                                                              |                               |                                                                                         |                              | Судьи: Габриэлла Ариано-Лорти Анна Эскола Линейные судьи: Вероника Юханссон Анна Нюгор |
|                                                              |                               |                                                                                         |                              | Судьи: Габриэлла Ариано-Лорти Анна Эскола Линейные судьи: Вероника Юханссон Анна Нюгор |
|                                                              |                               |                                                                                         |                              | Судьи: Габриэлла Ариано-Лорти Анна Эскола Линейные судьи: Вероника Юханссон Анна Нюгор |
| 14 мин                                                       | Штраф                         | 16 мин                                                                                  |                              | Судьи: Габриэлла Ариано-Лорти Анна Эскола Линейные судьи: Вероника Юханссон Анна Нюгор |
|                                                              |                               |                                                                                         |                              |                                                                                        |
|                                                              | 22                            | Броски                                                                                  | 19                           |                                                                                        |

## Плей-офф
|  | Четвертьфинал | Четвертьфинал | Четвертьфинал |  |  | Полуфинал | Полуфинал | Полуфинал |  |  | Финал | Финал  | Финал |
|  |               |               |               |  |  |           |           |           |  |  |       |        |       |
|  |               |               |               |  |  | A1        | США       | 13        |  |  |       |        |       |
|  | А4            | Россия        | 2             |  |  | А4        | Россия    | 1         |  |  |       |        |       |
|  | B1            | Швеция        | 1             |  |  |           |           |           |  |  | A1    | США    | 7     |
|  |               |               |               |  |  |           |           |           |  |  | A2    | Канада | 5     |
|  |               |               |               |  |  | A2        | Канада    | 3         |  |  |       |        |       |
|  | A3            | Финляндия     | 3             |  |  | А3        | Финляндия | 0         |  |  |       |        |       |
|  | B2            | Швейцария     | 0             |  |  |           |           |           |  |  |       |        |       |

### Четвертьфинал
Время местное (UTC+2).
| 2015-04-1 16:00 | Финляндия | 3:0 (1:0, 0:0, 2:0) | Швейцария | Исстадион, Мальмё Зрителей: 322 |

| Отчёт | Отчёт                        | Отчёт   | Отчёт                                     | Отчёт                                                                                    |
| --- | ---------------------------- | ------- | ----------------------------------------- | ---------------------------------------------------------------------------------------- |
| |                              |         |                                           |                                                                                          |
| | Меэри Ряйсянен — 00:00-60:00 | Вратари | 00:00-55:40 — Флоренс Шеллинг 56:49-60:00 | Судьи: Габриэлла Ариано-Лорти Джейми Хантли Линейные судьи: Вероника Юханссон Кайре Леет |
| | Голы:                        |         |                                           | Судьи: Габриэлла Ариано-Лорти Джейми Хантли Линейные судьи: Вероника Юханссон Кайре Леет |
| Мишель Карвинен (бол.) — 13:47 (М. Туоминен, Й. Хийрикоски) Линда Валимяки (бол.) — 50:26 (С. Тапани, Э. Нуутинен) Роза Линдстедт (п.в.) — 56:49 (М. Карвинен, Р. Вялиля) | 1:0 2:0 3:0                  |         |                                           | Судьи: Габриэлла Ариано-Лорти Джейми Хантли Линейные судьи: Вероника Юханссон Кайре Леет |
| |                              |         |                                           | Судьи: Габриэлла Ариано-Лорти Джейми Хантли Линейные судьи: Вероника Юханссон Кайре Леет |
| |                              |         |                                           | Судьи: Габриэлла Ариано-Лорти Джейми Хантли Линейные судьи: Вероника Юханссон Кайре Леет |
| |                              |         |                                           | Судьи: Габриэлла Ариано-Лорти Джейми Хантли Линейные судьи: Вероника Юханссон Кайре Леет |
| 10 мин | Штраф                        | 12 мин  |                                           | Судьи: Габриэлла Ариано-Лорти Джейми Хантли Линейные судьи: Вероника Юханссон Кайре Леет |
| |                              |         |                                           |                                                                                          |
| | 31                           | Броски  | 15                                        |                                                                                          |

| 2015-04-1 20:00 | Россия | 2:1 (0:0, 0:1, 2:0) | Швеция | Исстадион, Мальмё Зрителей: 1714 |

| Отчёт                                                                                           | Отчёт                        | Отчёт                                       | Отчёт                               | Отчёт                                                                         |
| ----------------------------------------------------------------------------------------------- | ---------------------------- | ------------------------------------------- | ----------------------------------- | ----------------------------------------------------------------------------- |
|                                                                                                 |                              |                                             |                                     |                                                                               |
|                                                                                                 | Мария Сорокина — 00:00-60:00 | Вратари                                     | 00:00-59:27 — Сара Гран 59:37-59:39 | Судьи: Кэти Гуай Николь Хертрич Линейные судьи: Йенни Хейккинен Илона Новотна |
|                                                                                                 | Голы:                        |                                             |                                     | Судьи: Кэти Гуай Николь Хертрич Линейные судьи: Йенни Хейккинен Илона Новотна |
| Ия Гаврилова — 45:30 (О. Сосина, А. Гончаренко) Ольга Сосина — 54:34 (В. Павлова, И. Гаврилова) | 0:1 :1 2:1                   | 38:48 — Анна Боргквист (Э. Грам, Э. Нордин) |                                     | Судьи: Кэти Гуай Николь Хертрич Линейные судьи: Йенни Хейккинен Илона Новотна |
|                                                                                                 |                              |                                             |                                     | Судьи: Кэти Гуай Николь Хертрич Линейные судьи: Йенни Хейккинен Илона Новотна |
|                                                                                                 |                              |                                             |                                     | Судьи: Кэти Гуай Николь Хертрич Линейные судьи: Йенни Хейккинен Илона Новотна |
|                                                                                                 |                              |                                             |                                     | Судьи: Кэти Гуай Николь Хертрич Линейные судьи: Йенни Хейккинен Илона Новотна |
| 8 мин                                                                                           | Штраф                        | 2 мин                                       |                                     | Судьи: Кэти Гуай Николь Хертрич Линейные судьи: Йенни Хейккинен Илона Новотна |
|                                                                                                 |                              |                                             |                                     |                                                                               |
|                                                                                                 | 25                           | Броски                                      | 25                                  |                                                                               |

### Полуфинал
Время местное (UTC+2).
| 2015-04-3 12:00 | США | 13:1 (4:1, 6:0, 3:0) | Россия | Исстадион, Мальмё Зрителей: 426 |

| Отчёт | Отчёт                                                      | Отчёт                | Отчёт                                                       | Отчёт                                                                                 |
| --- | ---------------------------------------------------------- | -------------------- | ----------------------------------------------------------- | ------------------------------------------------------------------------------------- |
| |                                                            |                      |                                                             |                                                                                       |
| | Джесси Веттер — 00:00-40:00 Алекс Ригсби — 40:00-60:00     | Вратари              | 00:00-20:00 — Юлия Лескина 20:00-60:00 — Валерия Тараканова | Судьи: Николь Хертрич Катарина Тимглас Линейные судьи: Стефани Ганьон Йенни Хейккинен |
| | Голы:                                                      |                      |                                                             | Судьи: Николь Хертрич Катарина Тимглас Линейные судьи: Стефани Ганьон Йенни Хейккинен |
| Брианна Декер — 10:03 (Х. Найт, Л. Стеклейн) Брианна Декер (бол.) — 14:14 (К. Койн) Моник Ламурё — 14:32 (Б. Декер, Х. Найт) Хилари Найт — 17:58 (М. Келлер, Э. Шлепер) Дана Тривиньо (бол.) — 23:40 (Л. Стеклейн, Э. Пфальцер) Алекс Карпентер — 23:49 (М. Ламурё, М. Пикар) Ханна Брандт — 29:22 (Х. Скарупа) Хейли Скарупа (бол.) — 32:20 (Д. Камеранези, Э. Шлепер) Жослин Ламурё — 34:26 (М. Ламурё) Эмили Пфальцер — 39:05 Зои Хикел — 48:56 Меган Келлер — 49:18 (Ж. Ламурё) Брианна Декер — 54:03 (К. Койн, М. Ламурё) | 0:1 :1 2:1 3:1 4:1 5:1 6:1 7:1 8:1 9:1 10:1 11:1 12:1 13:1 | 00:44 — Ия Гаврилова |                                                             | Судьи: Николь Хертрич Катарина Тимглас Линейные судьи: Стефани Ганьон Йенни Хейккинен |
| |                                                            |                      |                                                             | Судьи: Николь Хертрич Катарина Тимглас Линейные судьи: Стефани Ганьон Йенни Хейккинен |
| |                                                            |                      |                                                             | Судьи: Николь Хертрич Катарина Тимглас Линейные судьи: Стефани Ганьон Йенни Хейккинен |
| |                                                            |                      |                                                             | Судьи: Николь Хертрич Катарина Тимглас Линейные судьи: Стефани Ганьон Йенни Хейккинен |
| 2 мин | Штраф                                                      | 8 мин                |                                                             | Судьи: Николь Хертрич Катарина Тимглас Линейные судьи: Стефани Ганьон Йенни Хейккинен |
| |                                                            |                      |                                                             |                                                                                       |
| | 50                                                         | Броски               | 8                                                           |                                                                                       |

| 2015-04-3 16:00 | Канада | 3:0 (1:0, 0:0, 2:0) | Финляндия | Исстадион, Мальмё Зрителей: 584 |

| Отчёт                                                                       | Отчёт                         | Отчёт   | Отчёт                                    | Отчёт                                                                           |
| --------------------------------------------------------------------------- | ----------------------------- | ------- | ---------------------------------------- | ------------------------------------------------------------------------------- |
|                                                                             |                               |         |                                          |                                                                                 |
|                                                                             | Энн-Рене Дебьен — 00:00-60:00 | Вратари | 00:00-53:39 — Меэри Ряйсянен 56:57-59:45 | Судьи: Драгомира Фиалова Джейми Хантли Линейные судьи: Кайре Леет Илона Новотна |
|                                                                             | Голы:                         |         |                                          | Судьи: Драгомира Фиалова Джейми Хантли Линейные судьи: Кайре Леет Илона Новотна |
| Мари-Филип Пулен (бол.) — 06:32 Натали Спунер — 40:25 Натали Спунер — 50:08 | 1:0 2:0 3:0                   |         |                                          | Судьи: Драгомира Фиалова Джейми Хантли Линейные судьи: Кайре Леет Илона Новотна |
|                                                                             |                               |         |                                          | Судьи: Драгомира Фиалова Джейми Хантли Линейные судьи: Кайре Леет Илона Новотна |
|                                                                             |                               |         |                                          | Судьи: Драгомира Фиалова Джейми Хантли Линейные судьи: Кайре Леет Илона Новотна |
|                                                                             |                               |         |                                          | Судьи: Драгомира Фиалова Джейми Хантли Линейные судьи: Кайре Леет Илона Новотна |
| 6 мин                                                                       | Штраф                         | 8 мин   |                                          | Судьи: Драгомира Фиалова Джейми Хантли Линейные судьи: Кайре Леет Илона Новотна |
|                                                                             |                               |         |                                          |                                                                                 |
|                                                                             | 43                            | Броски  | 19                                       |                                                                                 |

### Матч за 3-е место
Время местное (UTC+2).
| 2015-04-4 12:00 | Финляндия | 4:1 (2:0, 1:0, 1:1) | Россия | Исстадион, Мальмё Зрителей: 448 |

| Отчёт | Отчёт                        | Отчёт                              | Отчёт                                    | Отчёт                                                                                |
| --- | ---------------------------- | ---------------------------------- | ---------------------------------------- | ------------------------------------------------------------------------------------ |
| |                              |                                    |                                          |                                                                                      |
| | Меэри Ряйсянен — 00:00-60:00 | Вратари                            | 00:00-58:52 — Мария Сорокина 59:48-60:00 | Судьи: Габриэлла Ариано-Лорти Джейми Хантли Линейные судьи: Кайре Леет Илона Новотна |
| | Голы:                        |                                    |                                          | Судьи: Габриэлла Ариано-Лорти Джейми Хантли Линейные судьи: Кайре Леет Илона Новотна |
| Роза Линдстедт (бол.) — 04:35 (М. Карвинен) Мишель Карвинен (бол.) — 16:46 (Р. Вялиля, Й. Хийрикоски) Линда Валимяки — 35:39 (К. Рантамяки, М. Карвинен) Каролийна Рантамяки (п.в.) — 59:48 | 1:0 2:0 3:0 3:1 4:1          | 51:48 — Татьяна Бурина (А. Щукина) |                                          | Судьи: Габриэлла Ариано-Лорти Джейми Хантли Линейные судьи: Кайре Леет Илона Новотна |
| |                              |                                    |                                          | Судьи: Габриэлла Ариано-Лорти Джейми Хантли Линейные судьи: Кайре Леет Илона Новотна |
| |                              |                                    |                                          | Судьи: Габриэлла Ариано-Лорти Джейми Хантли Линейные судьи: Кайре Леет Илона Новотна |
| |                              |                                    |                                          | Судьи: Габриэлла Ариано-Лорти Джейми Хантли Линейные судьи: Кайре Леет Илона Новотна |
| 8 мин | Штраф                        | 14 мин                             |                                          | Судьи: Габриэлла Ариано-Лорти Джейми Хантли Линейные судьи: Кайре Леет Илона Новотна |
| |                              |                                    |                                          |                                                                                      |
| | 26                           | Броски                             | 22                                       |                                                                                      |

### Финал
Время местное (UTC+2).
| 2015-04-4 16:00 | США | 7:5 (4:2, 1:3, 2:0) | Канада | Исстадион, Мальмё Зрителей: 1523 |

| Отчёт | Отчёт                                                  | Отчёт | Отчёт                                                       | Отчёт                                                                                    |
| --- | ------------------------------------------------------ | --- | ----------------------------------------------------------- | ---------------------------------------------------------------------------------------- |
| |                                                        | |                                                             |                                                                                          |
| | Джесси Веттер — 00:00-31:41 Алекс Ригсби — 31:41-60:00 | Вратари | 00:00-20:00 — Энн-Рене Дебьен 20:00-58:12 — Женевьев Лакасс | Судьи: Николь Хертрич Катарина Тимглас Линейные судьи: Йенни Хейккинен Вероника Юханссон |
| | Голы:                                                  | |                                                             | Судьи: Николь Хертрич Катарина Тимглас Линейные судьи: Йенни Хейккинен Вероника Юханссон |
| Анна Панковски — 02:51 (С. Андерсон, Д. Тривиньо) Хилари Найт (бол.) — 06:38 (М. Ламурё) Меган Келлер (бол.) — 10:59 (М. Дагган, Ж. Ламурё) Энн Шлепер — 17:08 (М. Ламурё, Д. Камеранези) Хейли Скарупа — 27:33 (Х. Брандт, Д. Камеранези) Брианна Декер — 51:42 (Х. Найт, К. Койн) Кендалл Койн (бол.) — 53:18 | 1:0 2:0 3:0 3:1 4:1 4:2 5:2 5:3 5:4 5:5 6:5 7:5        | 12:25 — Ребекка Джонстон (бол.) (Б. Дженнер, Б. Лакуэтт) 17:47 — Мари-Филип Пулен 30:03 — Бриджетт Лакуэтт (К. Уэллетт) 31:41 — Ребекка Джонстон (М.-Ф. Пулен) 32:06 — Каролин Уэллетт (Б. Лакуэтт) |                                                             | Судьи: Николь Хертрич Катарина Тимглас Линейные судьи: Йенни Хейккинен Вероника Юханссон |
| |                                                        | |                                                             | Судьи: Николь Хертрич Катарина Тимглас Линейные судьи: Йенни Хейккинен Вероника Юханссон |
| |                                                        | |                                                             | Судьи: Николь Хертрич Катарина Тимглас Линейные судьи: Йенни Хейккинен Вероника Юханссон |
| |                                                        | |                                                             | Судьи: Николь Хертрич Катарина Тимглас Линейные судьи: Йенни Хейккинен Вероника Юханссон |
| 6 мин | Штраф                                                  | 10 мин |                                                             | Судьи: Николь Хертрич Катарина Тимглас Линейные судьи: Йенни Хейккинен Вероника Юханссон |
| |                                                        | |                                                             |                                                                                          |
| | 36                                                     | Броски | 27                                                          |                                                                                          |

## Рейтинг и статистика

### Итоговое положение команд
| 1  | США       |
| 2  | Канада    |
| 3  | Финляндия |
| 4. | Россия    |
| 5. | Швеция    |
| 6. | Швейцария |
| 7. | Япония    |
| 8. | Германия  |

| Чемпион мира по хоккею с шайбой среди женщин 2015 |
| США Шестой титул                                  |

### Лучшие бомбардиры
| Игрок            | И | Г | П | О  | Штр | +/− |
| ---------------- | - | - | - | -- | --- | --- |
| Хилари Найт      | 5 | 7 | 5 | 12 | 6   | +8  |
| Брианна Декер    | 5 | 5 | 6 | 11 | 0   | +8  |
| Анна Боргквист   | 4 | 5 | 3 | 8  | 2   | +6  |
| Жослин Ламурё    | 4 | 5 | 3 | 8  | 2   | +3  |
| Натали Спунер    | 5 | 4 | 3 | 7  | 6   | +6  |
| Кендалл Койн     | 5 | 3 | 4 | 7  | 0   | +8  |
| Энни Шлепер      | 4 | 1 | 6 | 7  | 2   | +4  |
| Моник Ламурё     | 5 | 1 | 6 | 7  | 2   | +7  |
| Эрика Грам       | 4 | 4 | 2 | 6  | 2   | +7  |
| Мари-Филип Пулен | 5 | 3 | 3 | 6  | 2   | +4  |

Примечание: И = Количество проведённых игр; Г = Голы; П = Голевые передачи; О = Очки; Штр = Штрафное время; +/− = Плюс-минус
По данным: IIHF.com

### Лучшие вратари
В списке вратари, сыгравшие не менее 40 % от всего игрового времени их сборной.
| Игрок           | ВП     | Бр  | ПШ | КН   | %ОБ   | И"0" |
| --------------- | ------ | --- | -- | ---- | ----- | ---- |
| Флоренс Шеллинг | 236:13 | 118 | 7  | 1,78 | 94,07 | 1    |
| Нана Фудзимото  | 315:32 | 128 | 8  | 1,52 | 93,75 | 1    |
| Меэри Ряйсянен  | 301:27 | 148 | 10 | 1,99 | 93,24 | 1    |
| Энн-Рене Дебьен | 140:00 | 58  | 4  | 1,71 | 93,10 | 2    |
| Ивонне Шрёдер   | 127:00 | 49  | 4  | 1,89 | 91,84 | 0    |

Примечание: ВП = Время на площадке; Бр = Броски по воротам; ПШ = Пропущено шайб; КН = Коэффициент надёжности; %ОБ = Процент отражённых бросков; И"0" = «Сухие игры»
По данным: IIHF.com

### Индивидуальные награды
Самый ценный игрок (MVP):
- Хилари Найт

Лучшие игроки по амплуа:
- Вратарь:  Нана Фудзимото
- Защитник:  Йенни Хийрикоски
- Нападающий:  Хилари Найт

По данным IIHF.com
Сборная всех звёзд:
- Вратарь:  Меэри Ряйсянен
- Защитники:  Моник Ламурё —  Йенни Хийрикоски
- Нападающие:  Брианна Декер —  Хилари Найт —  Натали Спунер

## Трансляция чемпионата
Права на трансляцию получили 8 телеканалов из 5 стран мира.
| Страна    | Вещатель         |
| --------- | ---------------- |
| Канада    | TSN              |
| Канада    | RDS              |
| Швеция    | SVT              |
| Швейцария | SRF              |
| Швейцария | RTS              |
| Швейцария | RSI              |
| США       | Universal Sports |